# 자티요 상샤드

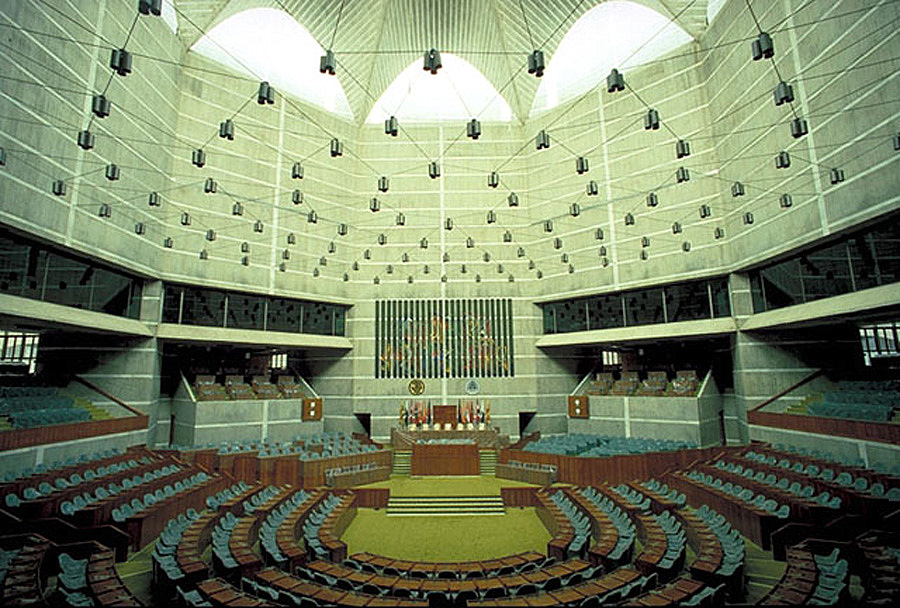

자티요 상샤드(벵골어: জাতীয় সংসদ;Jatiyo Sangshad, "국회", Jatio Shôngshod)는 방글라데시의 단원제 입법부이며 간단히 샹사드로 불린다. 현재 총 의석은 350석이며 2004년 도입된 여성 의석할당제에 따라 50석은 여성에게 배당된다. 선거로 선출된 의원은 의원으로서 MP라 칭해진다. 2014년 방글라데시 총선은 국회의원을 뽑는 10번째 선거였으며 5년마다 열린다.
다수당의 당 대표가 당 회기 총리가 되며 정부 수반이 된다. 형식적인 국가 수반인 방글라데시 대통령은 국회가 지명한다.
국회가 위치한 건물은 자티요 상샤드 바반(জাতীয় সংসদ ভবন Jatio Shôngshod Bhôbon)이라 불리며 미국인 건축가인 루이스 칸이 완성했다.
2008년 총선 이후 현재 다수당은 아와미 연맹이다.

## 같이 보기
- 방글라데시의 역사
- 방글라데시 제헌의회